# Liste der Biografien/Gud
Liste der Biografien |
Portal Biografien |
Personensuche
# |
A |
B |
C |
D |
E |
F |
G |
H |
I |
J |
K |
L |
M |
N |
O |
P |
Q |
R |
S |
T |
U |
V |
W |
X |
Y |
Z |
?
 
Ga |
Gb |
Gc |
Gd |
Ge |
Gf |
Gh |
Gi |
Gj |
Gk |
Gl |
Gm |
Gn |
Go |
Gp |
Gq |
Gr |
Gs |
Gu |
Gv |
Gw |
Gy |
Gz
 
Gua |
Gub |
Guc |
Gud |
Gue |
Guf |
Gug |
Guh |
Gui |
Guj |
Guk |
Gul |
Gum |
Gun |
Guo |
Gup |
Gur |
Gus |
Gut |
Guu |
Guv |
Guw |
Guy |
Guz
Die Liste der Biografien führt alle Personen auf, die in der deutschsprachigen Wikipedia einen Artikel haben. Dieses ist eine Teilliste mit 244 Einträgen von Personen, deren Namen mit den Buchstaben „Gud“ beginnt.

## Gud

### Guda
- Guda, Buchmalerin des Mittelalters
- Guda, Äbtissin im Stift Gerresheim
- Guda, Frau im Gefolge der Elisabeth von Thüringen
- Guda, Trudi (* 1940), surinamische Dichterin und Kulturanthropologin
- Gudaitė, Gražina (* 1959), litauische Psychologin, Psychotherapeutin und Hochschullehrerin
- Gudaitis, Algirdas (* 1951), litauischer Politiker
- Gudaitis, Antanas (1904–1989), litauischer Maler, Grafiker, Bühnenbildner und Hochschullehrer
- Gudaitis, Vincas Ramutis (* 1941), litauischer Politiker, Mitglied des Seimas und Schriftsteller
- Gudaitis, Vytautas Antanas (* 1947), litauischer Bibliothekar
- Gudarzi, Amir (* 1986), iranisch-österreichischer Autor und DramatikerAmir Gudarzi (* 1986)

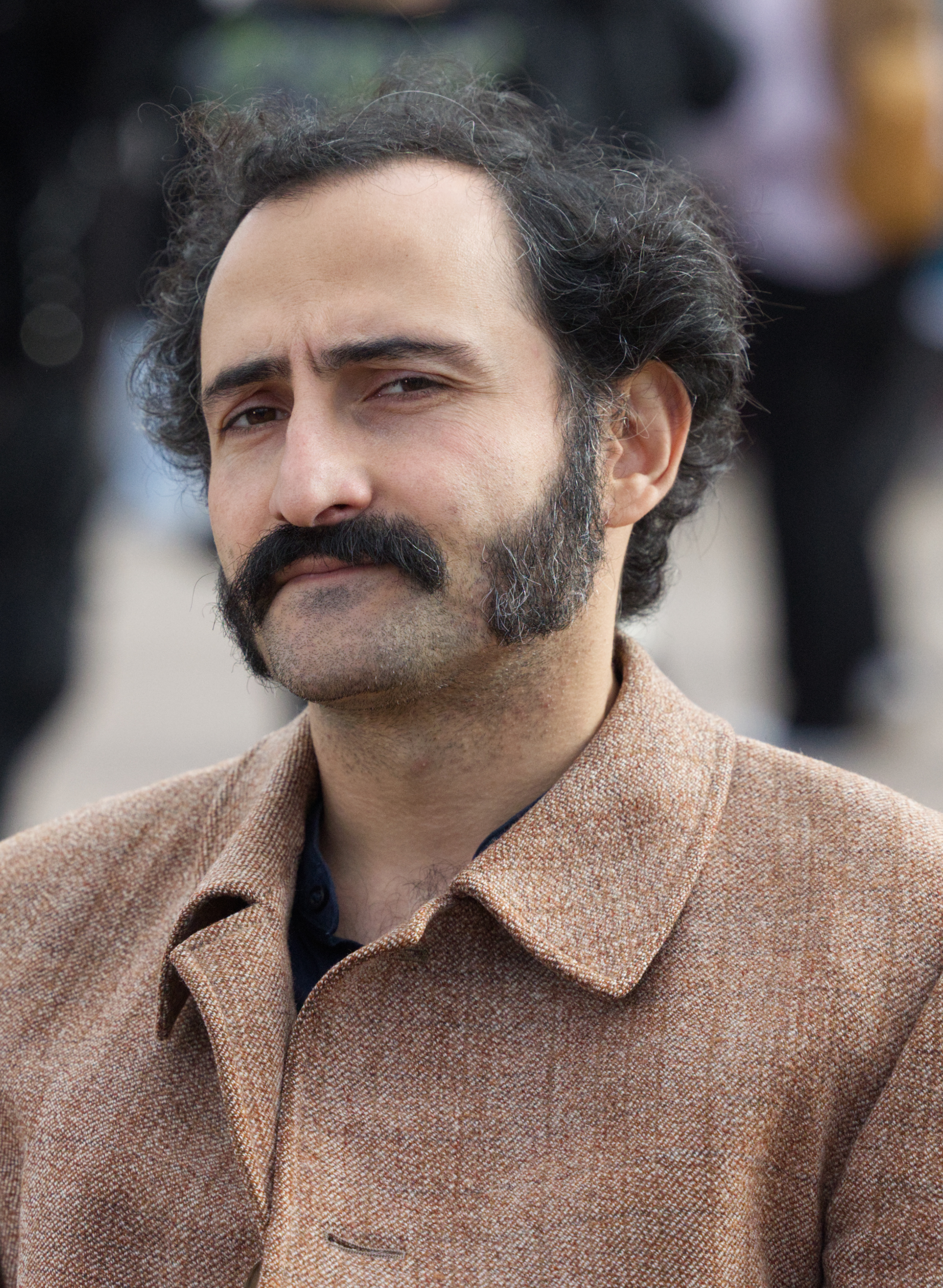
Amir Gudarzi (* 1986)

- Gudas, Leo (* 1965), tschechischer Eishockeyspieler und -trainer
- Gudas, Mindaugas (* 1977), litauischer Politiker, Umwelt-Vizeminister
- Gudas, Radko (* 1990), tschechischer Eishockeyspieler
- Gudat, Lars (* 1989), deutscher Handballspieler
- Gudauskas, Jonas (* 1970), litauischer Politiker
- Gudauskas, Renaldas (* 1957), litauischer Informologe
- Gudauskis, Jonas (1890–1980), litauischer Jurist, Politiker und Justizminister Litauens

### Gudb
- Guðbergur Bergsson (1932–2023), isländischer Schriftsteller
- Guðbjartur Hannesson (1950–2015), isländischer Politiker (Allianz)
- Guðbjörg Gunnarsdóttir (* 1985), isländische Fußballspielerin
- Guðbjörg Jóna Bjarnadóttir (* 2001), isländische Sprinterin
- Guðbrandur Þorláksson (1541–1627), isländischer Mathematiker, Kartograf und Bischof in Hólar
- Guðbrandur Vigfússon (1827–1889), isländischer Gelehrter
- Gudbranson, Erik (* 1992), kanadischer Eishockeyspieler

### Gudd
- Gudd, Jazzy (* 1989), deutsche Sängerin, Schauspielerin und ModeratorinJazzy Gudd (* 1989)

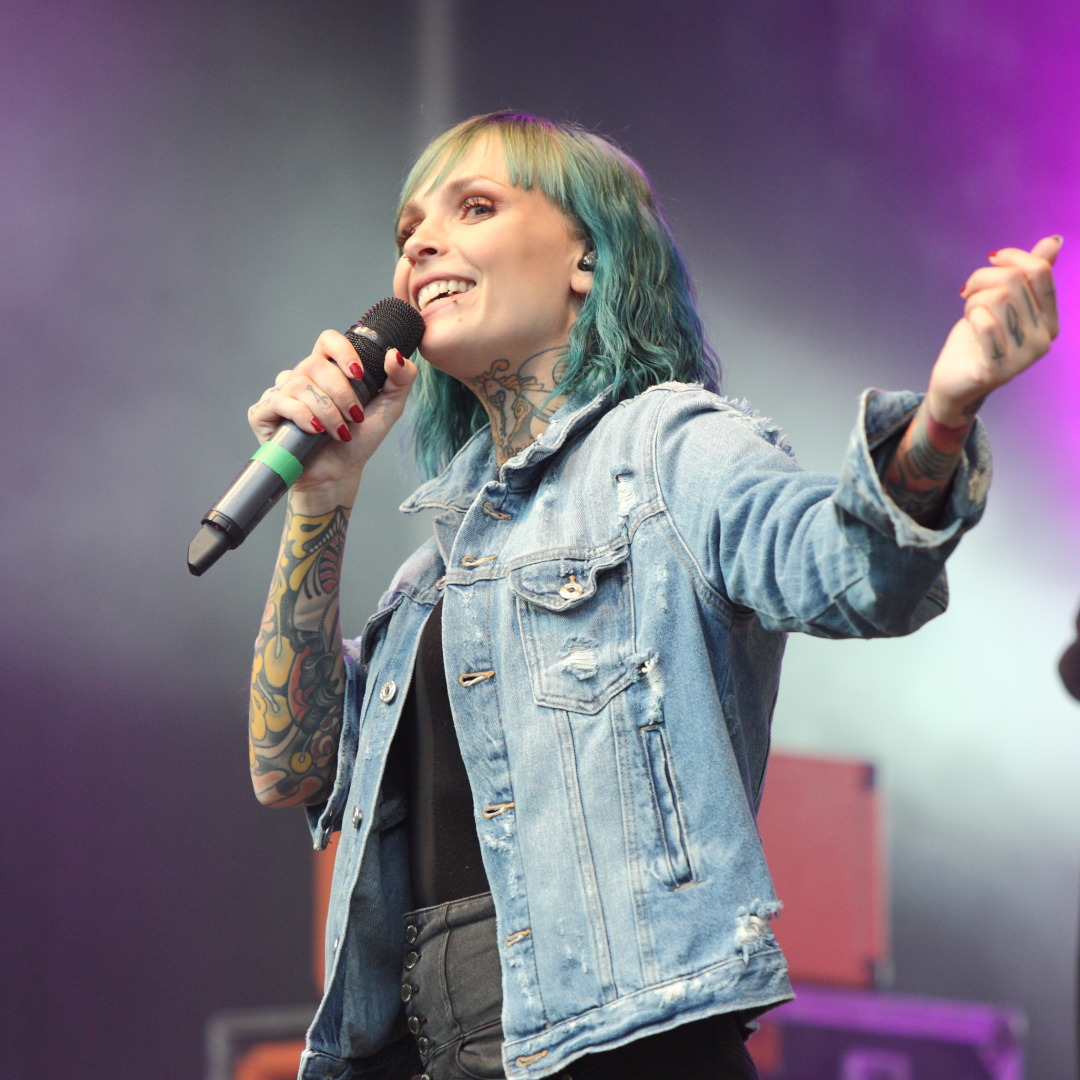
Jazzy Gudd (* 1989)

- Gudd, Martin (* 1964), deutscher Meteorologe
- Gudda Gudda (* 1983), US-amerikanischer Rapper
- Guddal, Kari (* 1952), dänische Bildwirkerin
- Guddat, Jürgen (1941–2018), deutscher Mathematiker und Hochschullehrer
- Guddat, Martin (* 1943), deutscher Jurist, Ministerialbeamter und Militärhistoriker
- Gudden, Bernhard (1892–1945), deutscher Physiker
- Gudden, Bernhard von (1824–1886), deutscher MedizinerBernhard von Gudden (1824–1886)

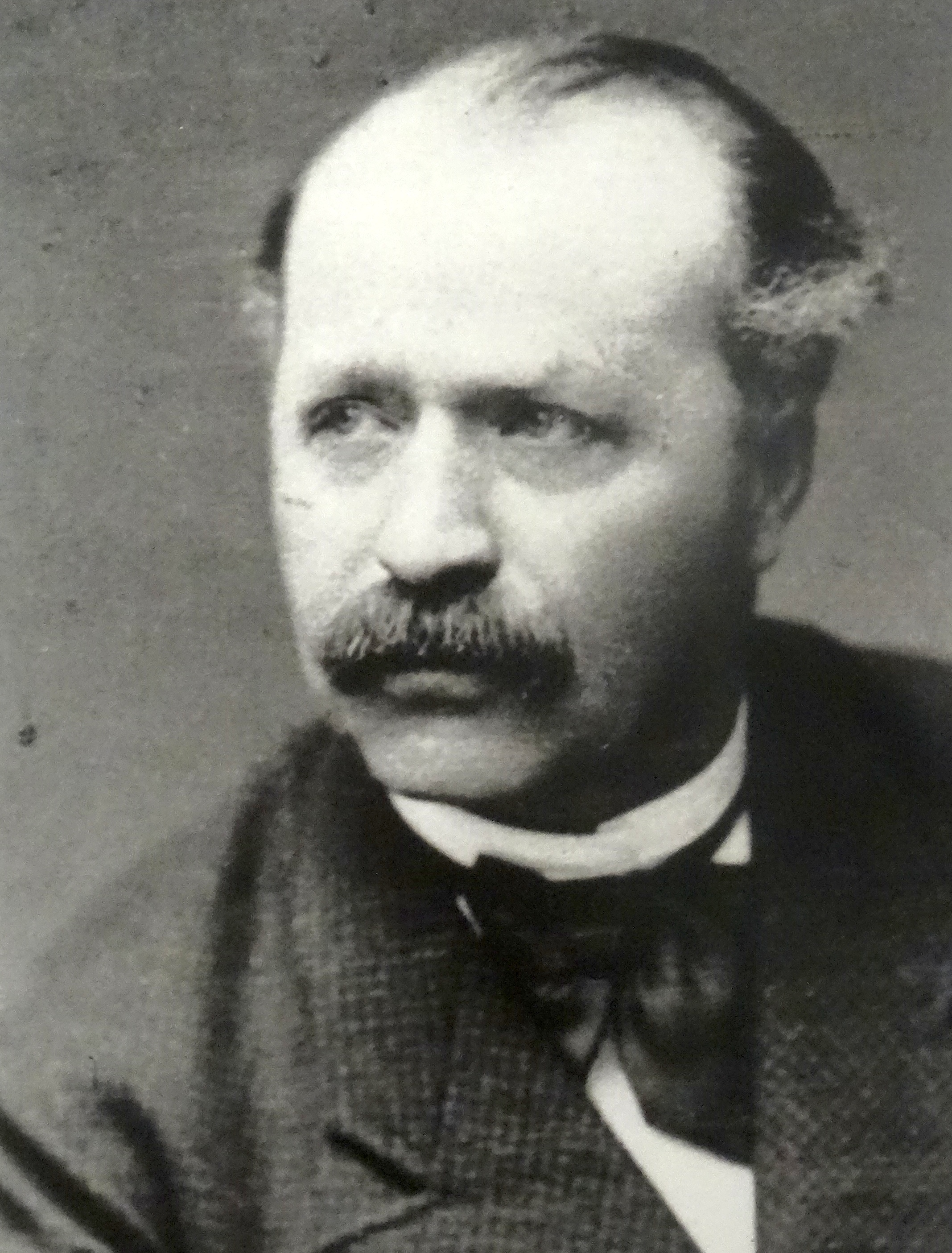
Bernhard von Gudden (1824–1886)

- Gudden, Clemens (1861–1931), deutscher Nervenarzt und Psychiater
- Gudden, Hans (1866–1940), deutscher Arzt, Psychiater und Hochschullehrer
- Gudden, Max (1859–1893), deutscher Porträt- und Landschaftsmaler
- Gudden, Oscar (1862–1944), deutscher Sanitätsoffizier der Kaiserlichen Marine
- Gudden, Rudolf (1863–1935), deutscher Genre- und Landschaftsmaler
- Guddorf, Hilde (1907–1980), deutsche Widerstandskämpferin und Politikerin (SED) in der DDR
- Guddorf, Wilhelm (1902–1943), deutsch-belgischer Journalist und Widerstandskämpfer im Dritten Reich

### Gude
- Gude, Agnes Charlotte (1863–1929), norwegische Zeichnerin und Illustratorin
- Gude, Betsy (1887–1979), norwegische Malerin und Illustratorin
- Gude, Christian (* 1965), deutscher Schriftsteller
- Gude, Franziska (* 1976), deutsche Hockeyspielerin
- Gude, Gerard Pierre Laurent Kalshoven (1858–1924), britischer Malakologe niederländischer Herkunft
- Gude, Gilbert (1923–2007), US-amerikanischer Politiker
- Gude, Hans Fredrik (1825–1903), norwegischer Landschafts- und Marinemaler
- Gude, Helmut (1925–2001), deutscher Hindernisläufer
- Gude, Ingeborg (1890–1963), norwegische Künstlerin, Puppenmacherin und Autorin
- Gude, Karl (1814–1898), deutscher Lehrer und Schulschriftsteller
- Gude, Marquard (1635–1689), deutscher klassischer Philologe, Bibliothekar und Epigraphiker
- Güde, Max (1902–1984), deutscher Jurist und Politiker (CDU), MdB
- Gude, Nils (1859–1908), norwegischer Porträtmaler
- Gude, Ove (1853–1910), schwedisch-norwegischer Diplomat
- Gudea, König des sumerischen Staates Lagaš am Ende des 3. Jahrtausend v. Chr.Gudea

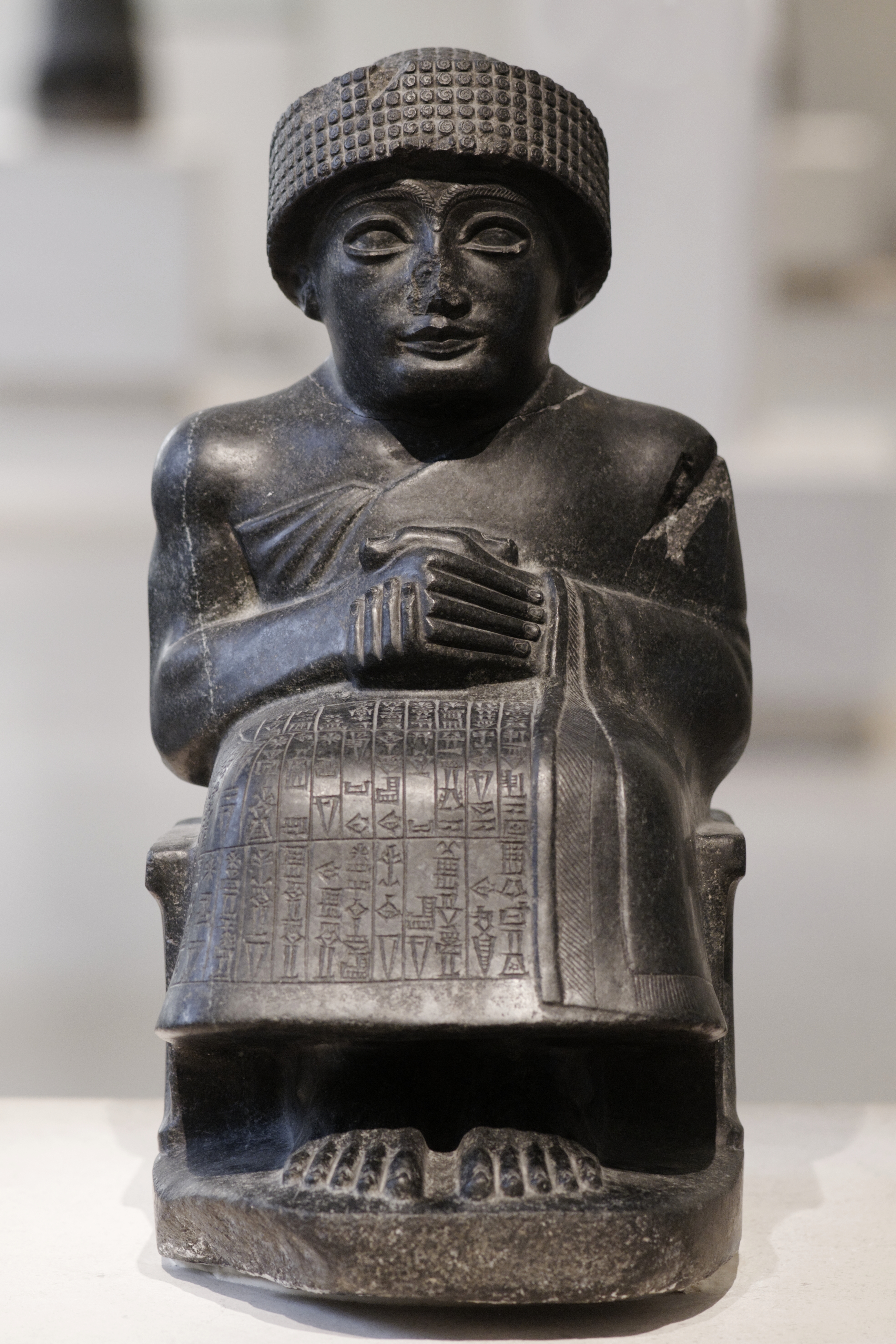
Gudea

- Gudea, Nicolae (1941–2019), rumänischer Provinzialrömischer und Christlicher Archäologe
- Gudehus, Christian (* 1968), deutscher Sozialpsychologe
- Gudehus, Gerd (* 1938), deutscher Ingenieur für Grundbau und Bodenmechanik
- Gudehus, Heinrich (1842–1909), deutscher Opernsänger (Tenor)
- Gudehus, Juli (* 1968), deutsche Gestalterin
- Gudehus, Timm (* 1939), deutscher Manager, Wissenschaftler, Berater und Autor insbesondere im Bereich der Logistik
- Güdel, Helen (* 1935), Schweizer Kunstmalerin, Kinderbuchautorin und Illustratorin
- Güdel, Irene (1930–2023), Schweizer Cellistin
- Gudelis, Juozas (* 1914), litauischer Fußballspieler
- Gudelius, Alfred (1906–1944), deutscher Heeresoffizier
- Gudelius, Bärbel (* 1938), deutsche Schriftstellerin
- Gudelius, Claudia (* 1951), deutsche Ärztin und Schriftstellerin
- Gudeliva, Ehefrau des Ostgotenkönigs Theodahad
- Gudelj, Anica (* 1991), bosnisch-kroatische Handballspielerin
- Gudelj, Bruno (* 1966), jugoslawischer bzw. kroatischer Handballspieler und -trainer
- Gudelj, Ivan (* 1960), jugoslawischer Fußballspieler
- Gudelj, Marija (* 1998), bosnisch-kroatische Handballspielerin
- Gudelj, Nemanja (* 1991), serbischer FußballspielerNemanja Gudelj (* 1991)

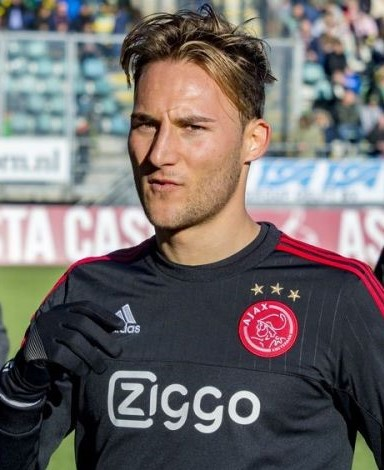
Nemanja Gudelj (* 1991)

- Gudeljević, Ankica (* 1964), bosnische Diplomatin und Politikerin (HDZ-BiH)
- Gudeman, Alfred (1862–1942), amerikanisch-deutscher klassischer Philologe
- Güdemann, Cordula (1955–2024), deutsche Malerin und Zeichnerin
- Güdemann, Hans Rudolf (1938–2020), deutscher Architekt und Stadt- und Regionalplaner
- Güdemann, Moritz (1835–1918), deutsch-österreichischer Rabbiner, jüdischer Gelehrter
- Guden, Heinrich Philipp (1676–1742), deutscher lutherischer Theologe und Generalsuperintendent
- Güden, Hilde (1917–1988), österreichische Koloratursopranistin und Kammersängerin
- Guden, Karl (1833–1912), deutscher lutherischer Geistlicher, Generalsuperintendent der Generaldiözese Göttingen
- Guden, Philipp Peter (1642–1721), deutscher lutherischer Theologe, Konsistorialrat und Generalsuperintendent
- Gudenberg, Heinrich V. von, gräflich-waldeckischer und landgräflich-hessischer Lehnsmann und Amtsträger
- Gudenkauf, Michael (* 1984), deutscher Jazzmusiker (Kontrabass, Komposition)
- Gudenus, Clemens (* 1990), österreichischer Politiker (FPÖ), Landtagsabgeordneter
- Gudenus, Ernst (1833–1914), österreichischer Politiker
- Gudenus, Johann (* 1976), österreichischer Politiker (FPÖ), Landtagsabgeordneter, Abgeordneter zum NationalratJohann Gudenus (* 1976)

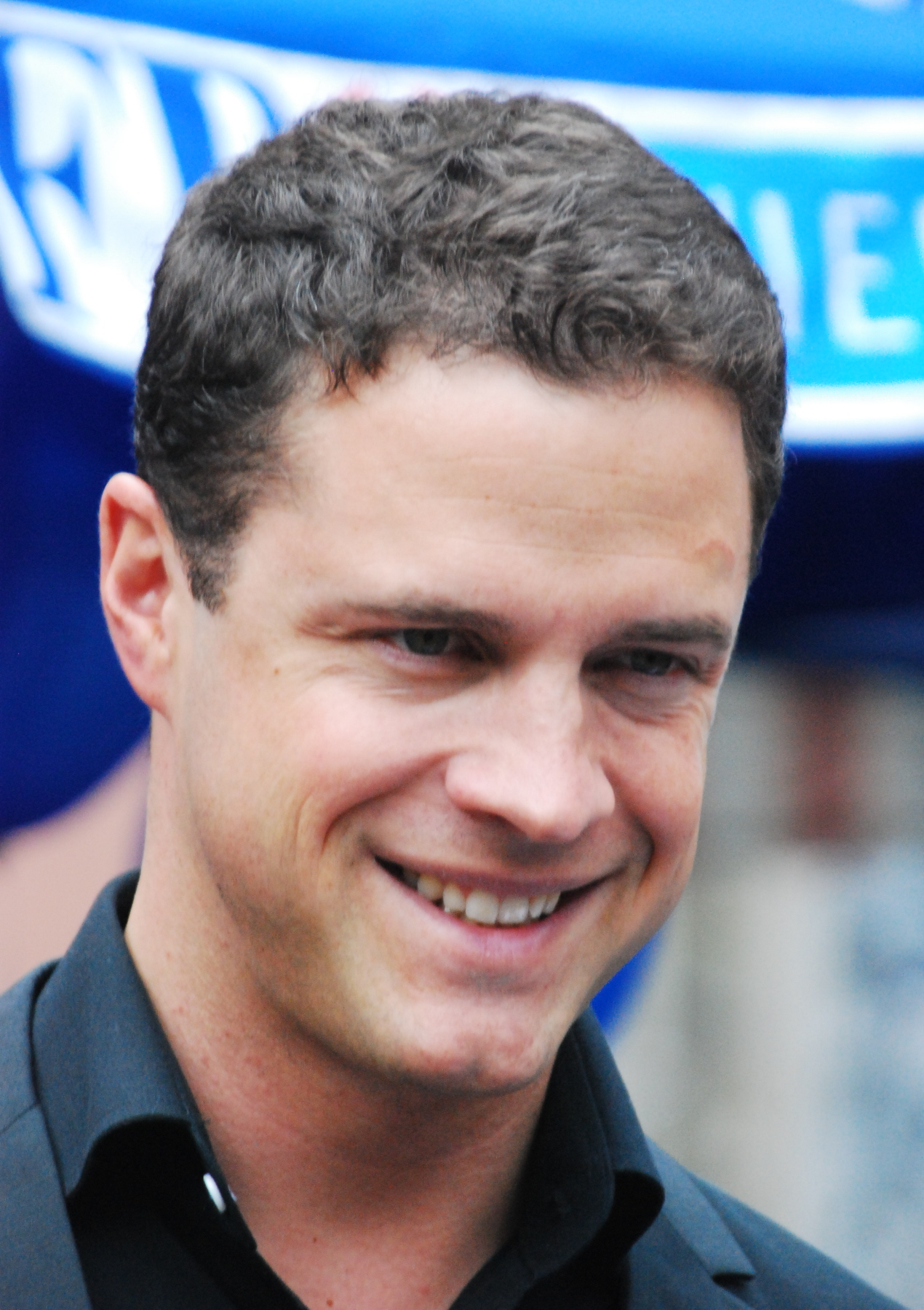
Johann Gudenus (* 1976)

- Gudenus, Johann Baptist (1908–1968), österreichischer Bobsportler und Leichtathlet, SA-Obersturmführer
- Gudenus, Johann Leopold von (1676–1713), Weihbischof im Bistum Worms sowie Titularbischof von Pergamum (1711–1713)
- Gudenus, John (1940–2016), österreichischer Militärangehöriger, Politiker (FPÖ), Abgeordneter zum Nationalrat, Mitglied des Bundesrates
- Gudenus, Leopold von (1843–1913), österreichischer Diplomat, Landmarschall von Niederösterreich
- Gudenus, Valentin Ferdinand von (1679–1758), deutscher Jurist und Historiker
- Guder, Adolf (1930–1988), deutscher Verwaltungsjurist
- Guder, Andreas (* 1966), deutscher Sinologe
- Guder, Darrell (* 1939), US-amerikanischer reformierter Theologe, Missiologe, Autor und Referent
- Güder, Eduard (1817–1882), Schweizer reformierter Theologe
- Guder, Gerhard (1924–2013), deutscher Architekt, Stadtplaner und Hochschullehrer
- Guder, Karlheinz (1934–1969), deutscher Boxer
- Guder, Paul (1855–1925), deutscher Arzt
- Guder, René (* 1994), deutscher Fußballspieler
- Guder, Rudolf (1931–2003), deutscher Schriftsteller und Lyriker
- Güder, Tuğçe (* 1984), türkische Schauspielerin und Model
- Gudera, Gert (* 1943), deutscher Inspekteur des Heeres (2001–2004)
- Gudereit, Marcia (* 1965), kanadische Curlerin
- Guderian, Claudia (* 1952), deutsche Autorin, Journalistin und Fotografin
- Guderian, Friedrich (1858–1914), preußischer Generalleutnant
- Guderian, Heinz (1888–1954), deutscher Generaloberst im Zweiten WeltkriegHeinz Guderian (1888–1954)

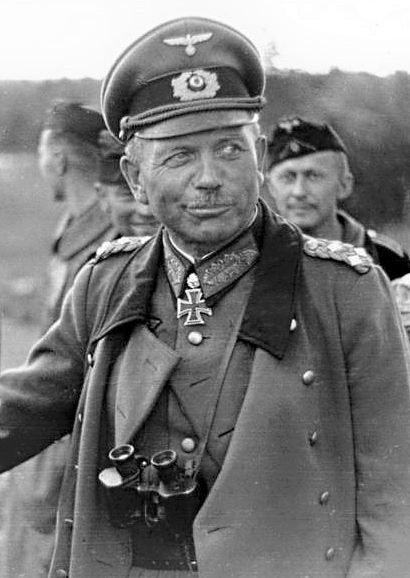
Heinz Guderian (1888–1954)

- Guderian, Heinz Günther (1914–2004), deutscher Offizier
- Guderian, Isaak (* 1995), deutscher SängerIsaak Guderian (* 1995)

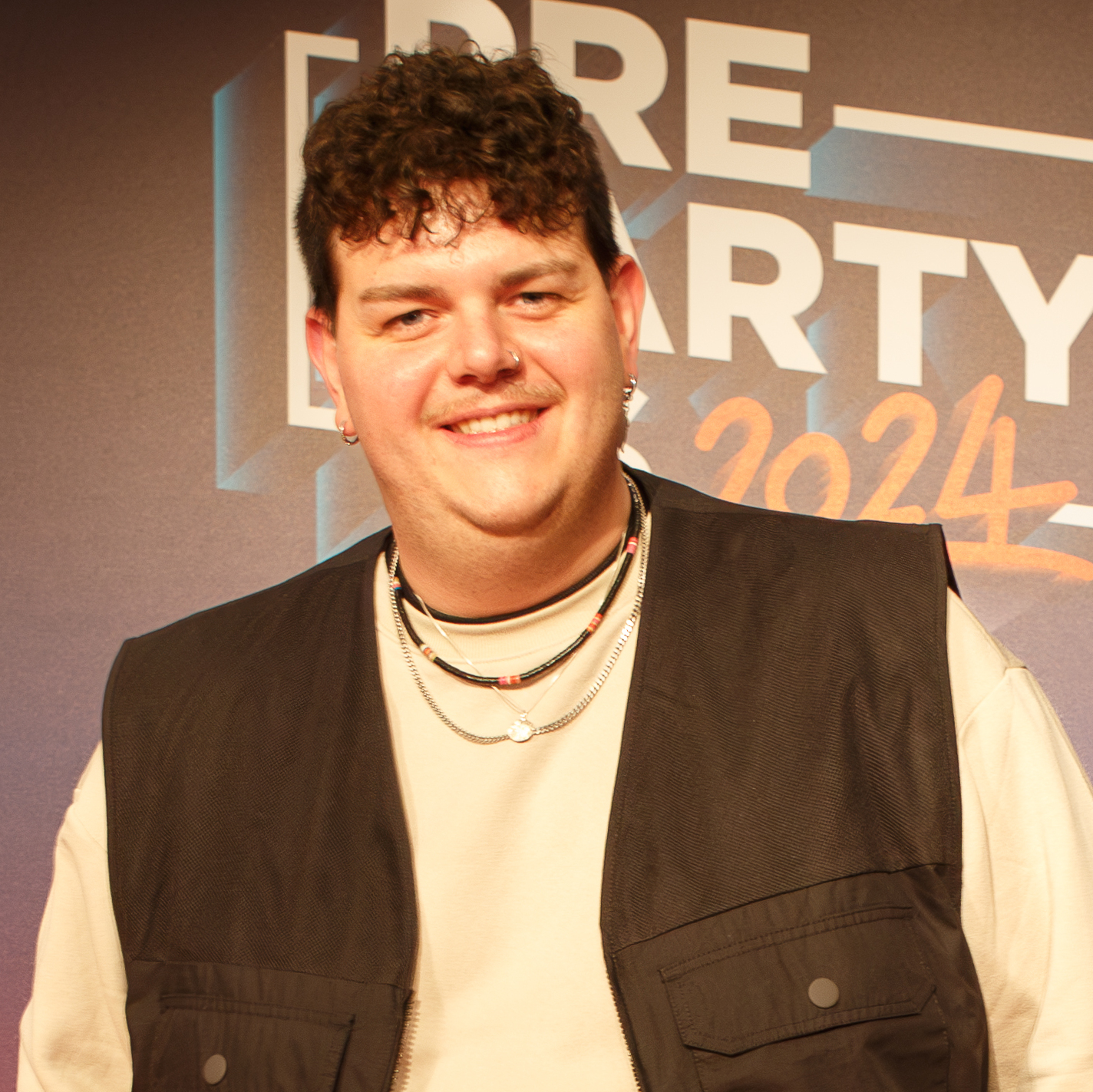
Isaak Guderian (* 1995)

- Guderian, Kersten, deutsche Fußballspielerin
- Guderian, Nele (* 1997), deutsche Nachwuchsschauspielerin
- Guderian, Paul Gerd (1896–1923), deutscher Kunstmaler und Kostümbildner
- Guderian, Ragna (* 1971), deutsche Schauspielerin und Regisseurin
- Guderian, Robert (1928–2005), deutscher Agrarwissenschaftler und Hochschullehrer
- Gudermann, Christoph (1798–1851), deutscher Mathematiker
- Guderski, Konrad (1900–1939), polnischer Leutnant und Ingenieur
- Guderzo, Tatiana (* 1984), italienische Radrennfahrerin
- Gudeta, Agitu Ideo (1978–2020), äthiopische Oromo-Bäuerin, Unternehmerin und Umweltschützerin
- Gudeta, Bekelech (* 1997), äthiopische Langstreckenläuferin
- Gudeta, Netsanet (* 1991), äthiopische Langstreckenläuferin
- Gudew, Petar († 1932), bulgarischer Politiker und Ministerpräsident
- Gudewerdt, Hans († 1642), Bildschnitzer
- Gudewerdt, Hans, deutscher Bildschnitzer
- Gudewerth, Hans der Jüngere († 1671), deutscher Bildhauer
- Gudewill, August (1854–1906), deutscher Bankier, Stifter und Namensgeber der Oberschule Thedinghausen
- Gudewill, Kurt (1911–1995), deutscher Musikwissenschaftler und Hochschullehrer
- Gudex, Niki (* 1978), australische Mountainbikerin

### Gudf
- Gudfred († 810), dänischer Wikingerkönig, der in Haithabu residierte (804–810)
- Guðfríður Lilja Grétarsdóttir (* 1972), isländische Politikerin (Links-Grüne Bewegung) und Schachspielerin

### Gudg
- Gudger, James M. (1855–1920), US-amerikanischer Politiker
- Gudger, V. Lamar (1919–2004), US-amerikanischer Politiker

### Gudi
- Gudian, Gunter (1932–1993), deutscher Rechtshistoriker
- Gudiaschwili, Lado (1896–1980), georgischer Maler
- Gudijew, Witali Kasimirowitsch (* 1995), russischer Fußballspieler
- Gudima, Tamara Michailowna (1936–2021), russische Politikerin
- Gudin de La Sablonnière, Charles Étienne (1768–1812), französischer General der Infanterie
- Gudin des Bardelières, Pierre César (1775–1855), französischer Divisionsgeneral der Infanterie
- Gudin, Henriette (1825–1876), französische Marinemalerin
- Gudin, Jean Antoine Théodore (1802–1880), französischer Marinemaler, Lithograph und Radierer
- Gudiño Kieffer, Eduardo (1935–2002), argentinischer Schriftsteller
- Gudiño, Raúl (* 1996), mexikanischer Fußballtorhüter
- Gudiol i Cunill, Josep (1872–1931), katalanischer katholischer Geistlicher und Kunsthistoriker
- Gudiol Ricart, Josep (1904–1985), spanischer Architekt und Kunsthistoriker
- Gudiol, Montserrat (1933–2015), katalanische Malerin
- Gudit, Königin der Beta Israel
- Gudix, Ní (* 1975), deutsche freie Literaturübersetzerin, Autorin und Literaturkritikerin

### Gudj
- Guðjohnsen, Andri (* 2002), isländischer Fußballspieler
- Guðjohnsen, Sveinn (* 1998), isländischer Fußballspieler
- Guðjón A. Kristjánsson (1944–2018), isländischer Politiker (Frjálslyndi flokkurinn)
- Guðjón Baldvinsson (* 1986), isländischer Fußballspieler
- Guðjón S. Brjánsson (* 1955), isländischer Politiker (Allianz)
- Guðjón Samúelsson (1887–1950), isländischer Architekt
- Guðjón Valur Sigurðsson (* 1979), isländischer Handballspieler und -trainerGuðjón Valur Sigurðsson (* 1979)

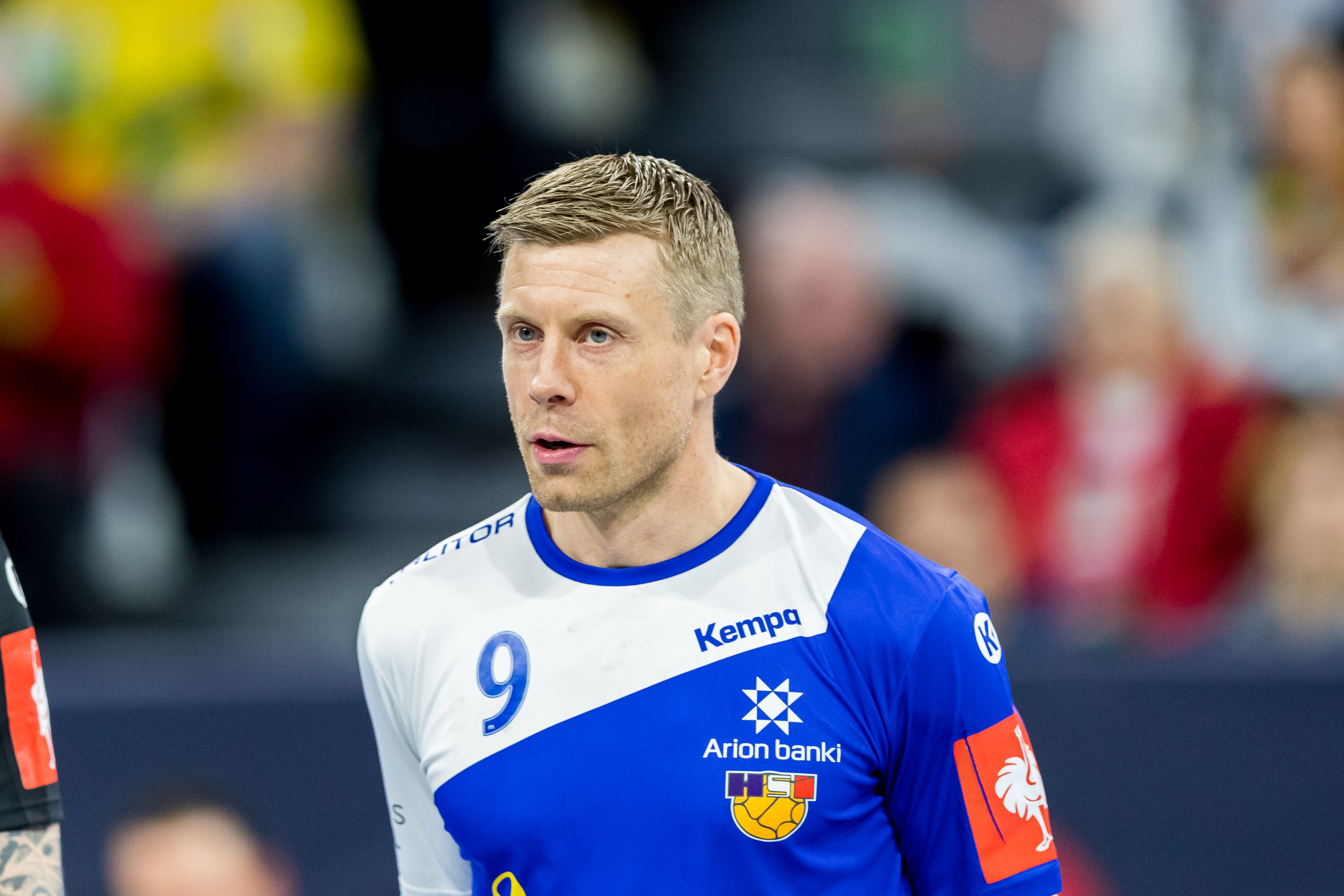
Guðjón Valur Sigurðsson (* 1979)

- Gudjons, Herbert (* 1940), deutscher Erziehungswissenschaftler

### Gudk
- Gudkin, Jakow Matwejewitsch (1905–1979), sowjetischer Schauspieler und Estradakünstler
- Gudkow, Dmitri Andrejewitsch (1918–1992), russischer Mathematiker
- Gudkow, Gennadi Wladimirowitsch (* 1956), russischer Politiker und Parlamentarier
- Gudkow, Jan Michailowitsch (* 2002), russischer Fußballspieler
- Gudkow, Lew Dmitrijewitsch (* 1946), russischer Soziologe
- Gudkow, Michail Iwanowitsch (1904–1983), russischer Luftfahrtingenieur
- Gudkow, Michail Jewgenjewitsch (1983–2025), russischer GeneralmajorMichail Jewgenjewitsch Gudkow (1983–2025)

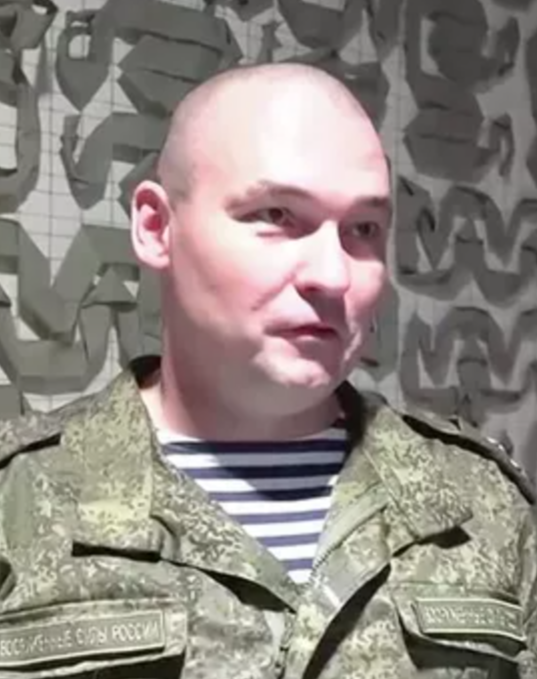
Michail Jewgenjewitsch Gudkow (1983–2025)

- Gudkowa, Tatjana Michailowna (* 1993), russische Degenfechterin und Weltmeisterin

### Gudl
- Gudlaugsson, Sturla (1913–1971), niederländischer Kunsthistoriker
- Guðlaugur Arnarsson (* 1978), isländischer Handballspieler und -trainer
- Guðlaugur Friðþórsson (* 1961), isländischer Fischer und Politiker
- Guðlaugur Þór Þórðarson (* 1967), isländischer Politiker (Unabhängigkeitspartei)
- Gudļevskis, Kristers (* 1992), lettischer Eishockeytorwart

### Gudm
- Gudman, Ken (1947–2003), dänischer Schlagzeuger und Musiker
- Gudmann, Marcus (* 2000), dänischer Fußballspieler
- Gudmestad, Angunn (* 2001), norwegische Handballspielerin
- Gudmestad, Tord (* 2001), norwegischer Radrennfahrer
- Gudmundsen, Kent (* 1978), norwegischer Politiker
- Gudmundsen-Holmgreen, Pelle (1932–2016), dänischer Komponist
- Gudmundsson, Gabriel (* 1999), schwedischer Fußballspieler
- Gudmundsson, Niklas (* 1972), schwedischer Fußballspieler
- Guðmundur Adolfsson (* 1961), isländischer Badmintonspieler
- Guðmundur Andri Thorsson (* 1957), isländischer Journalist, Schriftsteller, Übersetzer und Politiker (Allianz)
- Guðmundur Arnar Guðmundsson (* 1982), isländischer Filmregisseur, Drehbuchautor und Filmproduzent
- Guðmundur Benediktsson (* 1974), isländischer Fußballspieler, -trainer und -kommentator
- Guðmundur Böðvarsson (1904–1974), isländischer Dichter
- Guðmundur Bragason (* 1967), isländischer Basketballspieler
- Guðmundur Daníelsson (1910–1990), isländischer Schriftsteller
- Guðmundur Eiríksson (* 1947), isländischer Jurist und ehemaliger Richter des Internationalen Seegerichtshofes
- Guðmundur Franklín Jónsson (* 1963), isländischer Geschäftsmann, Hotelmanager und Politiker
- Guðmundur Friðjónsson (1869–1944), isländischer Schriftsteller
- Guðmundur Gíslason Hagalín (1898–1985), isländischer Schriftsteller
- Guðmundur Guðmundsson (1920–2007), isländischer Skirennläufer
- Guðmundur Guðmundsson (* 1960), isländischer Handballtrainer
- Guðmundur Hálfdanarson (* 1956), isländischer Historiker und Hochschullehrer
- Guðmundur Halldórsson (1926–1991), isländischer Schriftsteller
- Guðmundur Hrafnkelsson (* 1965), isländischer Handballspieler
- Guðmundur Í. Guðmundsson (1909–1987), isländischer Politiker (Sozialdemokratische Partei) und Außenminister
- Guðmundur Ingi Guðbrandsson (* 1977), isländischer Umweltmanager und Politiker (Links-Grüne Bewegung)
- Guðmundur Ingi Kristinsson (* 1955), isländischer Politiker (Flokkur fólksins)
- Guðmundur Ingólfsson (1929–1987), isländischer Schwimmer
- Guðmundur Lárusson (1925–2010), isländischer Sprinter und Mittelstreckenläufer
- Guðmundur Róbert Guðmundsson (* 1988), isländischer Radrennfahrer
- Guðmundur Sigurjónsson (* 1947), isländischer Schachspieler
- Guðmundur Steinarsson (* 1979), isländischer Fußballspieler
- Guðmundur Steingrímsson (* 1972), isländischer Politiker (Björt framtíð)

### Gudn
- Guðni Ágústsson (* 1949), isländischer Politikerir
- Guðni Bergsson (* 1965), isländischer Fußballspieler und -funktionär
- Guðni Th. Jóhannesson (* 1968), isländischer Staatspräsident und Historiker
- Guðni Valur Guðnason (* 1995), isländischer Diskuswerfer
- Guðný Árnadóttir (* 2000), isländische FußballspielerinGuðný Árnadóttir (* 2000)

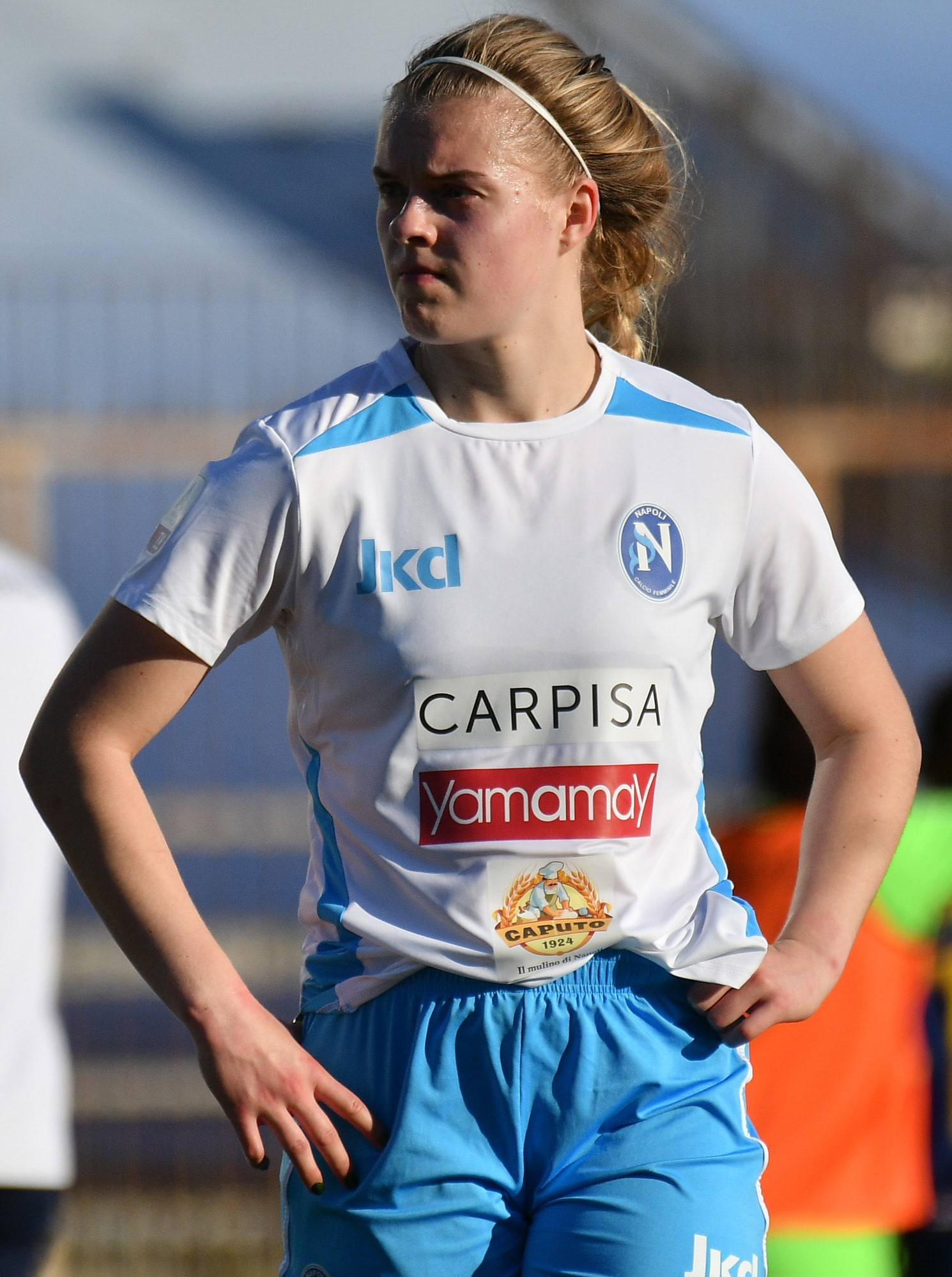
Guðný Árnadóttir (* 2000)

- Guðný Björk Óðinsdóttir (* 1988), isländische Fußballspielerin
- Guðný Halldórsdóttir (* 1954), isländische Filmregisseurin

### Gudo
- Gudo, Michael (* 1969), deutscher Biologe und Evolutionstheoretiker
- Gudonavičius, Antanas Romualdas (1943–2002), litauischer Radioelektroniker
- Gudopp-von Behm, Wolf-Dieter (* 1941), deutscher Philosoph
- Gudorf, Alicia-Sophie (* 2001), deutsche Fußballspielerin
- Gudorf, Christine (* 1949), römisch-katholische, US-amerikanische Theologin
- Gudoschnikow, Nikita Alexandrowitsch (* 1994), russischer Tennisspieler
- Gudowitsch, Iwan Wassiljewitsch (1741–1821), russischer General und Feldmarschall sowie Gouverneur von Georgien

### Gudr
- Gudra, Mick (* 2001), deutscher Fußballnationalmannschaft
- Gudramovičs, Oskars (* 1988), lettischer Rennrodler
- Guðríðr Þorbjarnardóttir, Wikingerin
- Guðrún Arnardóttir (* 1971), isländische Hürdenläuferin
- Guðrún Arnardóttir (* 1995), isländische Fußballspielerin
- Guðrún Eva Mínervudóttir (* 1976), isländische Autorin
- Guðrún frá Lundi (1887–1975), isländische Dichterin
- Guðrún Hafsteinsdóttir (* 1970), isländische Politikerin (Unabhängigkeitspartei)
- Guðrún Helgadóttir (1935–2022), isländische Kinderbuchautorin und Politikerin
- Guðrún Júlíusdóttir (* 1968), isländische Badmintonspielerin
- Guðrún Karls Helgudóttir (* 1969), isländische Bischöfin
- Guðrún Kristjánsdóttir (* 1967), isländische Skirennläuferin
- Guðrún Lárusdóttir (1880–1938), isländische Politikerin, Schriftstellerin und Übersetzerin
- Guðrún Ósvífrsdóttir (974–1030), Hauptfigur der Laxdœla saga
- Guðrún Sóley Gunnarsdóttir (* 1981), isländische Fußballspielerin

### Guds
- Guds, Boris Ignatjewitsch (1902–2006), russischer Geheimdienstveteran und Agentenführer
- Gudschedschiani, Lascha (* 1985), georgischer Judoka
- Gudsell, Timothy (* 1984), neuseeländischer Radrennfahrer

### Gudu
- Güdü, Kaan (* 1995), türkischer Fußballspieler
- Gudula von Brüssel, Nationalheilige von Belgien und Patronin der Stadt Brüssel
- Gudurić, Marko (* 1995), serbischer BasketballspielerMarko Gudurić (* 1995)

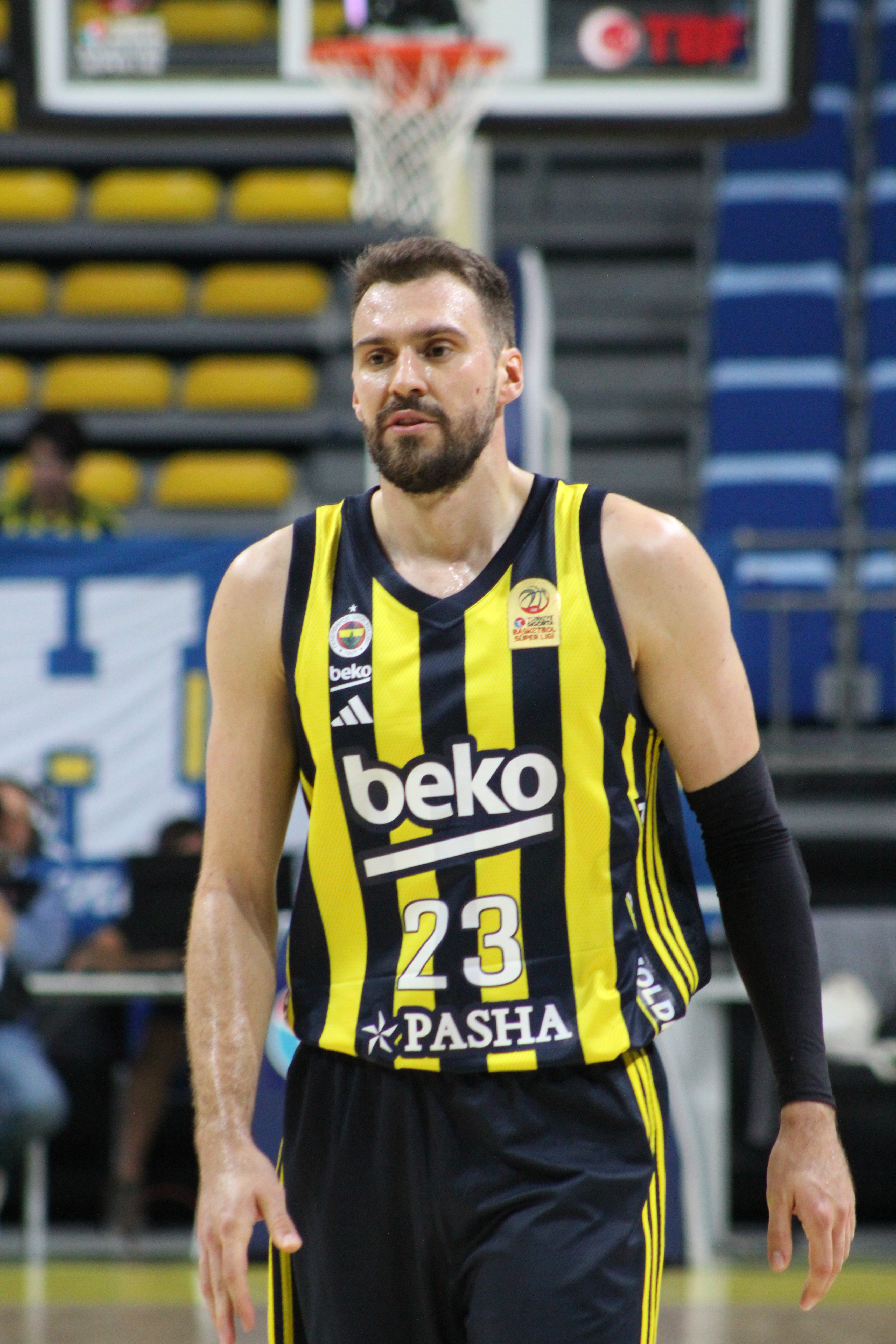
Marko Gudurić (* 1995)

- Guduschauri, Guram (* 1963), sowjetischer Ringer

### Gudz
- Gudz, Mirosław (* 1980), polnischer Handballspieler
- Gudzari, Schweizer Basketballspielerin
- Gudziak, Boris Andrij (* 1960), US-amerikanischer Geistlicher der Ukrainischen Griechisch-Katholischen Kirche, Erzbischof von Philadelphia
- Gudzinevičiūtė, Daina (* 1965), litauische Sportfunktionärin und ehemalige Sportschütze, Schieß-Olympiasiegerin
- Gudžiūnaitė, Irma (* 1988), litauische Juristin, stellvertretende Justizministerin
- Gudžius, Andrius (* 1991), litauischer Diskuswerfer
- Gudzow, Nikolai Timofejewitsch (1885–1957), russischer Materialwissenschaftler und Hochschullehrer
- Gudzowaty, Aleksander (1938–2013), polnischer Unternehmer
- Gudzuhn, Jörg (* 1945), deutscher Film- und Theaterschauspieler